# Dumanjug
Dumanjug ist eine philippinische Stadtgemeinde in der Provinz Cebu. Sie hat 51.210 Einwohner (Zensus 1. August 2015).
Die Gemeinde liegt im Südwesten der Insel Cebu, von Cebu City ca. 73 km entfernt und ist über die Küstenstraße via Toledo City erreichbar. Ihre Nachbargemeinden sind Barili im Norden, Ronda im Süden, im Osten liegen Sibonga und Argao.
Die Gemeinde hat insgesamt 37 Barangays, von denen die Barangays Kanyuko, Bitoon, Tangil, Tapon, Poblacion, Looc, Calaboon and Camboang an der Küstenlinie liegen. Der Barangay Tubod-Duguan ist der größte auf einer Fläche von 5,56 km², der Barangay Sima ist der kleinste mit einer Fläche von 0,85 km².
Die Topografie der Gemeinde wird als sehr gebirgig beschrieben, 37,18 % der Landfläche weisen Steigungen von 8 bis 18 % auf, 31,02 % der Landfläche weisen Steigungen von 30 bis 50 % auf, der Rest wird als Flachland bis hügelig beschrieben.

## Baranggays

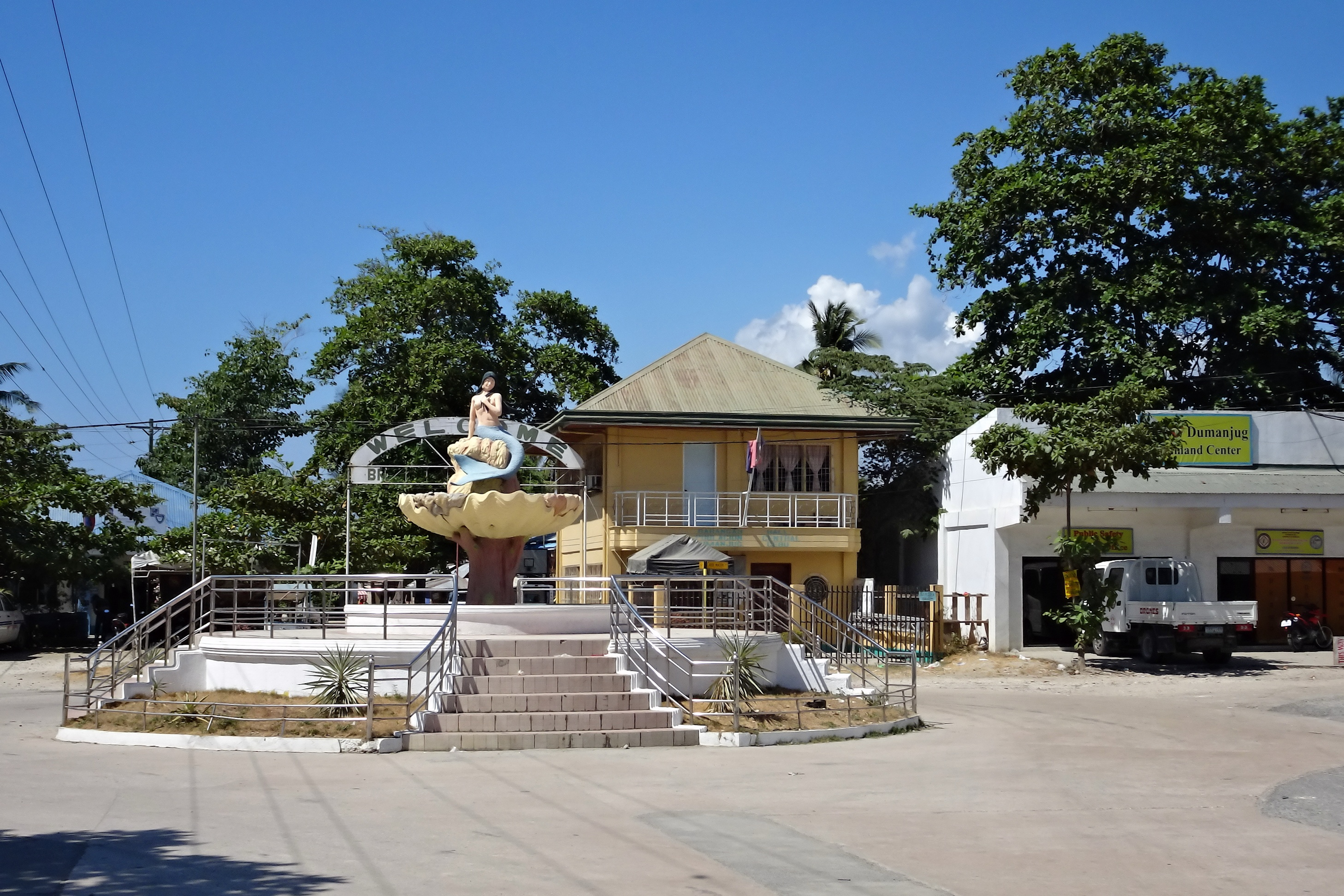
Poblacion Central

| - Balaygtiki - Bitoon - Bulak - Bullogan - Doldol - Kabalaasnan - Kabatbatan - Calaboon - Kambanog - Camboang - Candabong - Kang-actol - Kanghalo | - Kanghumaod - Kanguha - Kantangkas - Kanyuko - Cogon - Kolabtingon - Cotcoton - Lamak - Lawaan - Liong - Manlapay - Masa | - Matalao - Paculob - Panlaan - Pawa - Ilaya (Pob.) - Poblacion Looc - Poblacion Sima - Tangil - Tapon - Tubod-Bitoon - Tubod-Dugoan - Poblacion Central |